# UFC 315
UFC 315: Muhammad vs. Della Maddalena è stato un evento di arti marziali miste tenuto dalla Ultimate Fighting Championship il 10 maggio 2025 al Bell Centre di Montreal, in Canada.

## Risultati
|                                        | Divisione             |                        |                 |                    | Metodo                                      | Round           | Tempo           | Premio          |
| Card Principale                        | Card Principale       | Card Principale        | Card Principale | Card Principale    | Card Principale                             | Card Principale | Card Principale | Card Principale |
| -------------------------------------- | --------------------- | ---------------------- | --------------- | ------------------ | ------------------------------------------- | --------------- | --------------- | --------------- |
| Sfida valida per il titolo di campione | Pesi welter           | Jack Della Maddalena   | batte           | Belal Muhammad (c) | Decisione unanime (48–47, 48–47, 49–46)     | 5               | 5:00            | FOTN            |
| Sfida valida per il titolo di campione | Pesi mosca femminili  | Valentina Ševčenko (c) | batte           | Manon Fiorot       | Decisione unanime (48–47, 48–47, 48–47)     | 5               | 5:00            |                 |
|                                        | Pesi piuma            | Aiemann Zahabi         | batte           | José Aldo          | Decisione unanime (29–28, 29–28, 29–28)     | 3               | 5:00            |                 |
|                                        | Pesi mosca femminili  | Natália Silva          | batte           | Alexa Grasso       | Decisione unanime (30–27, 30–27, 30–27)     | 3               | 5:00            |                 |
|                                        | Pesi leggeri          | Benoît Saint Denis     | batte           | Kyle Prepolec      | Sottomissione (arm-triangle choke)          | 2               | 2:35            |                 |
| Card Preliminare                       |                       |                        |                 |                    |                                             |                 |                 |                 |
|                                        | Pesi welter           | Mike Malott            | batte           | Charles Radtke     | KO (pugni)                                  | 2               | 0:26            |                 |
|                                        | Pesi mosca femminili  | Jasmine Jasudavicius   | batte           | Jéssica Andrade    | Sottomissione (rear-naked choke)            | 1               | 2:40            | POTN            |
|                                        | Pesi mediomassimi     | Modestas Bukauskas     | batte           | Ion Cuțelaba       | Decisione non unanime (27–30, 30–27, 29–28) | 3               | 5:00            |                 |
|                                        | Pesi mediomassimi     | Navajo Stirling        | batte           | Ivan Erslan        | Decisione unanime (29–28, 29–28, 29–27)     | 3               | 5:00            |                 |
|                                        | Catchweight (187 lbs) | Marc-André Barriault   | batte           | Bruno Silva        | KO (gomitate e pugni)                       | 1               | 1:27            | POTN            |
|                                        | Pesi piuma            | Daniel Santos          | batte           | Lee Jeong-yeong    | Decisione unanime (30–27, 30–27, 30–27)     | 3               | 5:00            |                 |
|                                        | Pesi gallo            | Bekzat Almakhan        | batte           | Brad Katona        | KO (pugni)                                  | 1               | 1:04            |                 |

## Premi
I lottatori premiati ricevettero un bonus di 50.000 dollari.
Legenda:
- FOTN: Fight of the Night (vengono premiati entrambi gli atleti per il miglior incontro dell'evento)
- POTN: Performance of the Night (viene premiato il vincitore per la migliore performance dell'evento)